# Cribrohemisphaeroides
Cribrohemisphaeroides es un género de foraminífero bentónico de la familia Eovolutinidae, de la superfamilia Parathuramminoidea, del suborden Fusulinina y del orden Fusulinida. Su especie tipo es Cribrosphaeroides (Cribrohemisphaeroides) apertus. Su rango cronoestratigráfico abarca desde el Pridoliense (Silúrico superior) hasta el Eifeliense (Devónico medio).

## Discusión
Clasificaciones más recientes incluirían Cribrohemisphaeroides en el suborden Parathuramminina, del orden Parathuramminida, de la subclase Afusulinina y de la clase Fusulinata.

## Clasificación
Cribrohemisphaeroides incluye a la siguiente especie:
- Cribrohemisphaeroides apertus †